# O.K. (фильм)
«o.k.» (нем. o.k.) — западно-германский фильм 1970 года режиссёра Михаэлья Ферхёвена.
Фильм, из-за которого — единственный раз в истории — был сорван Берлинский кинофестиваль — 1970 года: фильм номинировался на «Золотой медведь», но был снят жюри с конкурса как «антиамериканский», разразился скандал, участники фестиваля отозвали фильмы, жюри ушло в отставку. Спустя год, в 1971-м, фильм выдвигался от ФРГ на американскую кинопремию «Оскар», однако, не был допущен к номинации.

## Сюжет
- Сюжет воспроизводит инцидент на высоте 192 во время Вьетнамской войны.

Война во Вьетнаме. Пять американских солдат похищают молодую вьетнамскую девушку, весь день жестоко насилуют её, издеваются, а к вечеру, чтобы скрыть преступление решают убить. Они наносят ей удары ножом, но вскоре обнаруживают, что тело исчезло: вьетнамка выжила и сбежала. На неё устраивают «охоту» и, настигнув, убивают из винтовки М-16. Только один солдат отказывается участвовать в этом, но и он не находит в себе сил помешать происходящему. О случившемся он докладывает командиру, но тот отмахивается: всё «окей» — обычный случай военного времени.
Солдат подаёт рапорт выше, и вынужден опасаться за свою жизнь, получая угрозы от сослуживцев. Дело всё-таки доводится до суда, виновных приговаривают к большим срокам заключения, но последующие апелляции значительно сокращают срок их наказания, а через четыре года они и вовсе выходят по амнистии; восстанавливаются в званиях и снова служат в армии США.

## В ролях
- Хартмут Беккер — Ральф Кларк
- Вольфганг Фишер — Раф
- Эвальд Прехт — Диаз
- Рольф Касел — Рили
- Фридрих фон Тун — сержант Тони
- Эва Маттес — Пхан Ти Мао
- Густль Байрхаммер — капитан Ворст
- Михаэль Ферхёвен — Свен
- Рольф Цахер — Рован
- Ханна Бургвиц — Жозефина
- Сента Бергер — камео

## Скандал на Берлинском кинофестивале
Фильм был выдвинут на Берлинский кинофестиваль 1970 года в качестве официального германского фильма на конкурс.
Жюри кинофестиваля, возглавляемое американским кинорежиссером Джорджем Стивенсом, назвавшего фильм антиамериканским, голосованием 6 против 3 приняло решение снять фильм с конкурса, обосновав своё решение ссылкой на руководство FIAPF, которое гласило: «Все кинофестивали должны способствовать лучшему взаимопониманию между нациями».
Режиссёр фильма Михаэль Верховен защищал свой фильм, заявив: «Я не делал антиамериканского фильма. Если бы я был американцем, я бы даже сказал, что мой фильм проамериканский. Большая часть американского народа сегодня выступает против войны во Вьетнаме».
Душан Макавеев, член жюри из Югославии, несогласный с решением, назвал его цензурой и заявил о давлении со стороны Стивенса на других членов жюри. Он охарактеризовал фильм не как антиамерикнский, а как антимилитаристский. Его поддержали члены жюри бразильский сценарист Дэвид Невес и швейцарский журналист Гуннар Олдин.
Разразился скандал. Протест выразили участники фестиваля, часть из них отозвали свои фильмы. За два дня до проведения отбора фильмов жюри ушло в отставку. Берлинале пришлось — в единственный раз — отменить, показы фильмов были прекращены, за немногими оставшимися исключениями, и призы не присуждались. Руководитель фестиваля Альфред Бауэр ушел в отставку, и будущее Берлинале было поставлено под сомнение — в следующем году фестиваль был реформирован.

Такие фильмы, как «о’кей» доводили тогда до белого каления. Картины мира представлялись значительно более жесткими, чем сегодня, и те, кто, например, чётко высказался за войну во Вьетнаме, просто не могли вынести моего фильма. Сегодня вы гораздо более равнодушны, вы позволяете событиям проходить мимо себя. Война в Ираке, возможно, стоила некоторых симпатий в предвыборной кампании партии, но из-за этого вы больше не избиваете себя на улице. Кроме того, эта война была подготовлена очень медиумически — СМИ — это ведь не просто раскрытие информации, а прикрытие. Вот почему потребители гораздо более коррумпированы, чем раньше, когда такие фильмы все еще вызывали настоящий шок.— режиссёр фильма Михаэль Ферхёвен

## Награды и фестивали
- Фильм был выдвинут от ФРГ на 43-ю кинопремию Оскар в категории «за лучший фильм на иностранном языке», однако, не получил номинацию.
- Фильм был номинирован приз «Золотой медведь» Берлинского кинофестиваля, но приз в том году не присуждался.
- Два приза и одна номинация Федеральной кинопремии Германии:
  - Приз в категории «Лучший сценарий» — автору сценария Михаэлю Ферхёвену
  - Приз в категории «Лучшая женская роль второго плана» — Эва Маттес за роль вьетнамки Пхан Ти Мао
  - Номинация в категории «Лучшая мужская роль второго плана» — Густль Байрхаммер за роль капитана Ворста
- В Германии фильм получил предикат «ценный» (1970)